# Премія Жана Дюмюра
Премія Жана Дюмюра, або Премія Дюмюра, — це одна з найпрестижніших журналістських нагород у франкомовній Швейцарії, заснована  1986 року на честь відомого журналіста Жана Дюмюра (1930–1986). Нагорода в розмірі 5000 швейцарських франків вручається за журналістську мужність.

## Лауреати премії (1987–2024)
1987: Роже де Дисбах (Bureau de reportage et de recherche d'information - BRRI)
1988: Редакція газети Le Courrier
1989: Ів Лассьєр (L'Hebdo, TSR)
1990: Раймон Буркі (24 heures)
1991: Домінік Рош (RSR)
1992: Веронік Паскьє (La Liberté, ⁣ 24 heures, L'Illustré, RSI, RSR, TSR)
1993: Не присуджено
1994: Ерік Гослі (L'Hebdo)
1995: Філіп Даїнден (Fondation Hirondelle, RSR, TSR) та Жан-Філіп Чеппі (Le Nouveau Quotidien, Libération, RSR)
1996: Крістоф Бюхі (німецькомовна преса)
1997: Даніель С. М'євіль (Journal de Genève)
1998: Жан-Філіп Букс (La Liberté)
1999: Фредерік Коллер (Le Temps)
2000: Беатріс Гуельпа (L'Hebdo)
2001: Хосе Рой (TSR)
2002: Жак Уріє (Le Quotidien jurassien)
2003: Ален Кампіотті (Le Temps)
2004: Маліка Недір (Radio suisse romande - RSR)
2005: Анна Лієтті (Le Temps)
2006: Редакція L'Hebdo за «Bondyblog»
2007: Жан-Клод Пекле (Le Temps)
2008: Сільві Арсевер (Le Temps)
2009: Передача «Temps présent» (Télévision suisse romande - TSR)
2010: Людовік Роккі (Le Matin)
2011: Гаетан Ванне (RTS)
2013: Франсуа Піле (Le Matin Dimanche) та Фредерік Лельєвр (Le Temps) за роботу «Krach Machine»
2014: Марі Парвекс (Le Temps)
2015: Соня Зоран (RTS) за серію «Екліпси Середземномор'я»
2016: Патрік Оберлі (Le Matin/Le Matin Dimanche) за «Як мафія обманює футбол» та Крістіан Раппаз (L'Illustré) за «Футбол у Романській Швейцарії: вбивство через недбалість»
2017: Камій Крафт (Le Matin Dimanche)
2018: Софі Розеллі (Tribune de Genève)
2019: Анн-Фредерік Відман (RTS)
2020: Рішар Верлі (Le Temps)
2021: Редакція газети Le Nouvelliste та її головний редактор Вінсент Фрагньєр
2022: Морін Мерсьє, кореспондентка Radio télévision suisse, Radio France та RTBF, за висвітлення вторгнення Росії в Україну
2023: Фаті Мансур, судова оглядачка газети Le Temps
2024: Ізабель Дюкре (RTS)

## Зовнішні посилання
- Вебсайт премії Жана-Дюмюра